# Epinephelini
Tribu
Les Epinephelini sont une tribu de poissons de la famille des Serranidae. La plupart sont appelés « mérous ».

## Liste des genres
Selon ITIS (16 octobre 2014) :
- genre Aethaloperca Fowler, 1904
- genre Alphestes Bloch & Schneider, 1801
- genre Anyperodon Günther, 1859
- genre Cephalopholis Bloch & Schneider, 1801
- genre Chromileptes Swainson, 1839
- genre Dermatolepis Gill, 1861
- genre Epinephelides Ogilby, 1899
- genre Epinephelus Bloch, 1793
- genre Gonioplectrus Gill, 1862
- genre Gracila Randall, 1964
- genre Mycteroperca Gill, 1862
- genre Paranthias Guichenot, 1868
- genre Plectropomus Oken, 1817
- genre Saloptia Smith, 1964
- genre Triso Randall, Johnson & Lowe, 1989
- genre Variola Swainson, 1839